# Miranda Martino
Miranda Martino (Moggio Udinese, 26 ottobre 1933) è una cantante e attrice italiana.

## Biografia

### Gli inizi
Nata a Moggio Udinese il 26 ottobre 1933, da famiglia di origini napoletane, Miranda vive a Padova il dramma dei bombardamenti durante la Seconda Guerra Mondiale. All’età di sette anni, lei e la sua famiglia si trasferiscono a Roma. Qui inizia la sua carriera, grazie a sua sorella maggiore Adriana, corista della Rai e poi nota cantante lirica. Miranda debutta nel 1955 al concorso voci nuove indetto dalla RAI per selezionare i partecipanti al successivo Festival di Sanremo 1956: raggiunge l'ultima selezione che coinvolgeva dodici artisti, ma non riesce ad entrare fra i sei interpreti prescelti per il Festival. Ottiene comunque un contratto discografico e inizia quindi a prendere parte a varie trasmissioni radiofoniche e televisive.

### Il Festival di Sanremo
Nel 1957 partecipa per la prima volta al Festival di Napoli, dove tornerà nei due anni successivi.
Nel 1959 debutta al Festival di Sanremo col brano La vita mi ha dato solo te, presentato in abbinamento con Jula de Palma, che non viene ammesso alla serata finale.
Nello stesso anno ottiene un grande successo con il brano Stasera tornerò, sigla del programma RAI La donna che lavora.
Nei primi anni sessanta è una delle cantanti italiane più popolari, grazie anche alle partecipazioni alle più importanti manifestazioni musicali del periodo: ritorna in gara a Sanremo nel 1960 e 1961, anno in cui partecipa anche al Giugno della Canzone Napoletana, ed è inoltre in gara al Cantagiro 1962 ed a varie edizioni di Canzonissima.

### Il teatro
Nel 1963 inizia la carriera teatrale di Miranda, che nel corso del decennio recita al fianco di attori quali Erminio Macario, Carlo Dapporto e Nino Taranto, non abbandonando comunque il mondo della canzone. Particolare consenso ottengono i due album incisi rispettivamente nel 1963 e 1965, in cui reinterpreta celebri motivi della canzone napoletana con gli arrangiamenti di Ennio Morricone. Nello stesso periodo partecipa a numerose trasmissioni televisive.

#### La commedia musicale
Nel 1964-65 recita ne I trionfi, di Michele Galdieri, con Carlo Dapporto e la regia di Michele Galdieri, stagione teatrale 1964 1965.
A partire dagli anni settanta si dedica quasi esclusivamente a recital e rappresentazioni teatrali, attività che prosegue tuttora.
Nel 1972 è Cin Ci La per il Teatro Verdi (Trieste) con Sergio Tedesco e Sandro Massimini con la regia di Gino Landi nel Teatro Stabile Politeama Rossetti.
Nel 2004 interpreta "Il mare non bagna più Napoli", scritto e diretto da Arnolfo Petri, liberamente ispirato alla raccolta di racconti Il mare non bagna Napoli di Anna Maria Ortese.
Nel 2005 recita nella commedia musicale Tegole e fregole: i gatti di Roma in scena al Teatro Salone Margherita di Roma e nel 2006 al Teatro Greco di Roma, con Riccardo Garrone (Regia Marco Lapi).

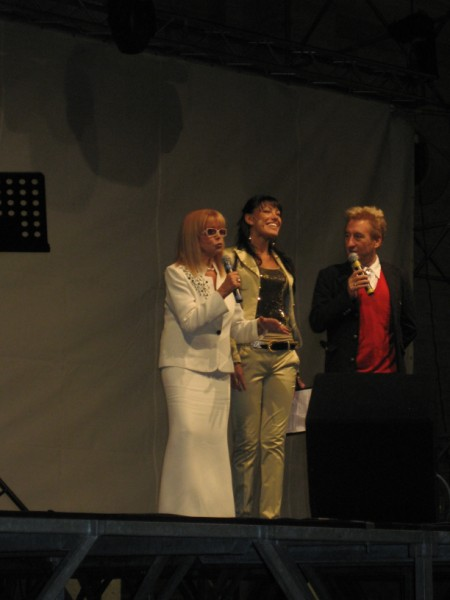
Miranda Martino al memorial di Pino Rucher

Nel 2019 Miranda Martino torna in scena con lo spettacolo Miranda Martino - Ricomincio da 80, accompagnata da Mario Maglione, Paola Ferrulli, con la regia di Marco Simeoli.

### Prosa televisiva
Recita in Gastone, di Ettore Petrolini, per la regia di Maurizio Scaparro, trasmessa il 9 settembre 1977.

## Vita privata
Si sposò per la prima volta nel 1962 a Rivalta, in provincia di Reggio Emilia, con il giornalista Ivano Davoli e successivamente con l'attore e doppiatore Gino Lavagetto, da cui ha avuto il figlio Fiodor.

## Discografia parziale

### Album
- 1958 - Magic Moments At La Capannina di Franceschi (RCA Italiana, LPM 10028; con l'orchestra di Armando Trovajoli; dal vivo)
- 1959 - 20 canzoni di Sanremo '59 (RCA Italiana, LPM 10038; con Nilla Pizzi e Teddy Reno)
- 1959 - Miranda Martino (RCA Italiana, PML 10057)
- 1959 - Napoli '59. Le 20 canzoni del festival (RCA Italiana LPM 10060; con Nilla Pizzi, Elio Mauro, Stella Dizzy e Teddy Reno)
- 1962 - Miranda Martino (RCA Italiana, PML 10314)
- 1963 - Napoli (RCA Italiana, PML 10334)
- 1964 - Le canzoni di sempre (RCA Italiana, PML 10383)
- 1966 - Napoli volume II° (RCA Italiana, PML 10411)
- 1967 - Operetta primo amore (RCA Italiana - PSL 30055, stampa Dynagroove, FLS 30055)
- 1971 - Passione... (RCA Italiana, PSL 30008)
- 1977 - Ottimo Stato (RCA Italiana, NL 31269)
- 2000 - Napoli mia bella Napoli (BMG)

### EP
- 1958 - Miranda Martino (RCA Italiana, EPA 30-260)
- 1958 - VI Festival di Napoli 1958 (RCA Italiana, EPA 30-274)
- 1959 - Il mio vero amore (RCA Italiana, EPA 30-314)
- 1959 - Lettera da Ischia (RCA Italiana, EPA 30-355; con Teddy Reno)
- 1960 - Stasera sì / 'E stelle cadente / Serenatella c' 'o si e c' 'o no / Musica 'mpruvvisata (RCA Italiana, EPA 30-370)
- 1961 - Non mi dire chi sei / Lady Luna / Qualcuno mi ama / Mare di dicembre (RCA Italiana, EPA 30-395)

### Singoli
- 1958 - Maliziusella/'na canzone pr' ffa' ammore (RCA Italiana, 45N-0663)
- 1958 - Calipsu sicilianu/Paisanu resta cca' (RCA Italiana, 45N-0681)
- 1958 - Giorgio/Magic Moments (RCA Italiana, 45N-0687)
- 1958 - Suonno a Marechiaro/Tuppe tupe mariscià (RCA Italiana, 45N-0712)
- 1958 - Basta ammore pe' campa'/Giulietta e Romeo (RCA Italiana, 45N-0713)
- 1958 - Meravigliose labbra/Mia-ù (RCA Italiana, 45N-0728)
- 1958 - Cha cha cha cu' Maria Rosa/Zitto oj core (RCA Italiana, 45N-0733)
- 1958 - 'A fruttajola/Te voglio sulamente di' (RCA Italiana, 45N-0734)
- 1958 - Meravigliose labbra/Aria di notte (RCA Italiana, 45N-0757)
- 1958 - Due gattini innamorati/Come una musica (RCA Italiana, 45N-0765)
- 1959 - Un amore a Roma/A roma è tutto bello (RCA Italiana, 45N-0811)
- 1959 - Stasera tornerò/My man is coming home (Il mio uomo ritorna) (RCA Italiana, 45N-0820)
- 1959 - 'O destino 'e ll'ate/Napule 'ncopp'a luna (RCA Italiana, 45N-0852)
- 1959 - No/Mio impossibile amore (RCA Italiana, 45N-0880)
- 1959 - Stasera tornerò/Meravigliose labbra (RCA Italiana 45N-0944)
- 1959 - Morgen/Grido (Sleepwalk) (RCA Italiana 45N-0966)
- 1959 - Rispondimi/Divinamente (RCA Italiana, 45N-1010)
- 1960 - Invoco te/Gridare di gioia (RCA Italiana, 45N-1015)
- 1960 - Vento, pioggia... scarpe rotte/Notte mia (RCA Italiana, 45N-1016)
- 1960 - Al posto del cuore/Tango italiano (RCA Italiana, 45N-1038)
- 1960 - Paura/Miraviglioso momento (RCA Italiana, 45N-1063)
- 1960 - Stasera sì/'E stelle cadente (RCA Italiana, 45N-1078)
- 1960 - Serenatella c' 'o si e c' 'o no/Musica 'mpruvvisata (RCA Italiana, 45N-1079)
- 1960 - Scandalo al sole/Divinamente (RCA Italiana, 45N-1094)
- 1960 - Madison dance/Notte di luna calante (RCA Italiana, 45N-1106)
- 1960 - Te quiero qua-qua/Dimmi professore (RCA Italiana, 45N-1107)
- 1961 - Mare di dicembre/Non mi dire chi sei (RCA Italiana, 45N-1136)
- 1961 - Lady Luna/Qualcuno mi ama (RCA Italiana, 45N-1137)
- 1961 - Just say I love him/Voce 'e notte (RCA Italiana, 45N-1143)
- 1961 - Na musica/'Ncantesemo sott' 'a luna (RCA Italiana, PM45-0143)
- 1961 - Calda estate d'amore/Chiudere gli occhi e vedere (RCA Italiana, PM45-3010)
- 1961 - Stringiti alla mia mano/Gaston (RCA Italiana, PM45-3022)
- 1961 - Me ne infischio / Cinquant'anni (RCA Italiana, PM45-3065)
- 1962 - Il cantico eterno/Sorridimi amore (RCA Italiana, PM45-3083)
- 1962 - Dollar twist/Gaston (RCA Italiana, PM45-3107)
- 1962 - Il canto degli angeli/Souvenir di Roma (RCA Italiana, PM45-3165)
- 1963 - Chi ci vedrà/Gianni (RCA Italiana, PM45-3170)
- 1963 - Non ho pietà/Ballata di una donna sola (RCA Italiana, PM45-3180)
- 1963 - Dollar twist/Ballata di una donna sola (RCA Italiana, PM45-3208)
- 1963 - Meglio stasera/Loin (RCA Italiana, PM45-3231)
- 1964 - L'ultimo appuntamento/Non dimenticare questa nostra estate (RCA Italiana, PM45-3266)
- 1964 - Così per la mano/'O sole mio (RCA Italiana, PM45-3279)
- 1964 - Io so che tu mi lascerai/Nustalgia (RCA Italiana, PM45-3289)
- 1965 - Un segreto fra noi/L'ultima nostra settimana d'amore (RCA Italiana, PM45-3324)
- 1967 - Se io fossi come te/Uno di voi (RCA Italiana, PM45-3402)
- 1968 - Il mio valzer/Una rosa nel sole (Zeus BE 0220)
- 1969 - Il mio mondo/Stagione (Victory VY 020)
- 1970 - Se il mondo cambiasse/Ciao amore good bye (Roman Record Company RN 016)
- 1970 - Aquarius/Sympathy (Hello HR 9031)
- 1971: Davanti a Dio (Hello Oro) HR 9035
- 1981 - Mare lazzarone/Scusate un istante (Sintesi 3000 FDM 502)
- 1982 - Luna/Era così (Sintesi 3000 FDM 513)

## Filmografia

### Cinema
- La duchessa di Santa Lucia, regia di Roberto Bianchi Montero (1959)
- Avventura al motel, regia di Renato Polselli (1963)
- Canzoni in... bikini, regia di Giuseppe Vari (1963)
- Sedotti e bidonati, regia di Giorgio Bianchi (1964)
- F.B.I. operazione Baalbeck, regia di Marcello Giannini (1965)
- Addio mamma, regia di Mario Amendola (1967)
- Paolo Barca, maestro elementare, praticamente nudista, regia di Flavio Mogherini (1975)
- Gegè Bellavita, regia di Pasquale Festa Campanile (1979)
- Americano rosso, regia di Alessandro D'Alatri (1991)
- Dio c'è, regia di Alfredo Arciero (1998)
- Teste di cocco, regia di Ugo Fabrizio Giordani (1999)

### Televisione
- La mossa del cavallo , regia di Giacomo Colli (1977)

## Curiosità
A fine anni '60 la Martino ha posato senza veli per alcuni fotoromanzi soft-core, pubblicati sulla rivista "Caballero". Il fatto causò un ostracismo da parte della RAI che la tenne lontana dalla TV pubblica per diversi anni.